# Фархад и Ширин (поэма Навои)
Фархад и Ширин (узб. Farhod va Shirin; فرهاد و شیرین) — героико-романтическая поэма Алишера Навои (1484 год), вторая часть сборника Хамса. Поэтический ответ на поэму Низами Гянджеви Хосров и Ширин.

## Содержание
Поэма интерпретирует популярный в иранском регионе сюжет о любви принца Фархада к армянской красавице Ширин, которая сталкивается с сопротивлением иранского шаха Хосрова. В отличие от своих предшественников, Навои смещает акцент с Хосрова на Фархада. Последний из зодчего превращается в китайского принца — сына могущественного хана (Хоқон).
Фархад был с детства силён, умён и добродетелен, однако его сжигала тоска. Для его развлечения строятся четыре дворца (қаср), каждый их которых посвящён определённому времени году и имеет свой цвет: розовый (гулранг) для весны, зелёный (яшил ранг) для лета, шафраново-жёлтый (заъфарон) для осени и камфорно-белый (кофур) для зимы (XIV). Но это лишь на время развеивает угрюмость Фархада. Его жизнь радикальным образом меняется, когда в сокровищнице отца он видит таинственный ларец (сандуқ), внутри которого лежало волшебное зеркало (миръот). Этот талисман во времена Искандера создали философы (файласуф) из страны Юнон во главе с Афлотуном (XIX). Зеркало могло проявить свою волшебную силу только один раз, но для этого необходимо было преодолеть три препятствия: дракон (аждаҳо), Ариман (Аҳраман) и волшебную стражу замка (қалъа) Искандера. Неодолимость препятствий сглаживает помощь Хызра, которого Фархад встречает у родника (чашма). Убив перстнем льва и поразив стрелой в слабое место железного стража (пайкар), Фархад проникает внутрь замка, где созерцает сияющую чашу Джамшида. С помощью чаши он находит мудрейшего человека на Земле Сукрота, который коротает свой век в горной пещере. Сукрот сообщает Фархаду, что волшебное зеркало Искандера из сокровищницы его отца снова работает (XXV). Вернувшись в Китай (Чин), принц видит в зеркале поросший фиалками (бинафша) и нарциссами (наргис) луг, самого себя в качестве землекопа и прекрасную всадницу Ширин.